# Carex coriogyne
Carex coriogyne är en halvgräsart som beskrevs av Ernest Nelmes. Carex coriogyne ingår i släktet starrar, och familjen halvgräs.
Artens utbredningsområde är Turkiet. Inga underarter finns listade i Catalogue of Life.